# Štrasburské knížecí biskupství
Štrasburské knížecí biskupství, nazýváno též Knížecí biskupství štrasburské (alsasky Fìrschtbischofsìtz Strossburi(g), německy Fürstbistum Straßburg), byl církevní stát (tj. církevní knížectví) Svaté říše římské. Vznikl na konci 10. století na území kmenového vévodství Švábska a přetrval až do roku 1803. Během 17. století byla většina jeho území anektována Francií. Ty se nacházely na levém břehu Rýna obklopené městy Saverne, Molsheim, Benfeld, Dachstein, Dambach, Dossenheim-Kochersberg, Erstein, Kästenbolz, Rhinau a Mundat (skládající se z Rouffach, Soultz a Eguisheim). Francouzské anexe byly římsko-německou říší uznány smlouvou z Rijswijku z roku 1697. Na území říše se zbývající část knížecího biskupství nacházela východně od Rýna kolem měst Oberkirch, Ettenheim a Oppenau. Zánik církevního knížectví znamenal až rok 1803, kdy byl tento jeho zbytek sekularizován a připojen k Bádenskému markrabství.